# 哈甘乡
哈甘乡，是中华人民共和国四川省凉山彝族自治州昭觉县下辖的一个乡镇级行政单位。

## 行政区划
哈甘乡下辖以下地区：
马俄洛克村、火洛洼喜村、麻吉哈呷村、麻吉四取村、尔觉克苦村和瓦伍村。